# Herkay Ottó
Herkay Ottó (Tiszanána, 1897. – ?) katonatiszt, újságíró, szélsőjobboldali politikus.

## Élete
Herkay Zoltán és Andrásy Gizella fiaként született a Heves vármegyei Tiszanánán. Főhadnagyként vált meg a hadseregtől. Az 1930-as évek elején írásai jelentek meg a Magyar Ifjusági Vörös-Kereszt lapjában, majd 1934-ben a budapesti Heti Hírek szerkesztője volt.
Szélsőjobboldali pártot alapított az igencsak megtévesztő Magyar Szocialista Párt néven („Herotisták”). Lapja az Új Szocializmus 1938-1939-ben jelent meg.
1946-ban szakújságíróként lett tagja a Magyar Újságírók Országos Szövetségének.
Ilkei Csaba szerint a kizárt, árulóvá vált III/III-as ügynökök egyike volt.

## Könyvei
- Indulunk (Budapest, 1937)